# Агоп Мелконян
Агоп Мъгърдич Мелконян е български писател фантаст, преводач, журналист, университетски преподавател и книгоиздател. Агоп Мелконян е български арменец.

## Биография
Роден е на 10 март 1949 г. в Бургас. Дипломиран инженер, Мелконян дълго време работи като журналист в седмичния вестник „Орбита“, където пише за научните открития в областта на физиката, техниката и астрономията. Той е автор също на романи, сборници с фантастични повести, разкази, пиеси и сценарии за филми.
Заедно с Любен Дилов, Светослав Славчев, Димитър Пеев и Светозар Златаров той е част от редакционната колегия на издателство „Георги Бакалов“, подготвяща поредицата „Библиотека Галактика“.
Издател е на списанието за научна фантастика „Омега“ и редактор на месечното списание „Върколак“, по-късно преименувано в „Зона F“.
Негови произведения са преведени на много езици, сред които руски, немски и френски. Самият той превежда произведения на братя Стругацки, Едгар Алън По и др. Известен е и като преводач на арменска поезия и проза.
Агоп Мелконян е един от основателите на катедрата по арменистика към Софийския университет, преподавател по арменска филология и член на Съюза на българските писатели. Удостоен е с българската награда за фантастика „Гравитон“ през 1991 г.
Женен, с двама сина. На 23 юли 2006 г. Агоп Мелконян умира от рак на 57-годишна възраст.
- Домът на Агоп Мелконян в Бургас
- Паметната плоча на стената